# 1939年香港
|        | 香港歷史 \| 香港歷史年表                                                                                                   |
| 世紀： | 19世紀香港 \| 20世紀香港 \| 21世紀香港                                                                                     |
| 年代： | 1900年代香港 \| 1910年代香港 \| 1920年代香港 \| 1930年代香港 \| 1940年代香港 \| 1950年代香港 \| 1960年代香港               |
| 年份： | 1935年香港 \| 1936年香港 \| 1937年香港 \| 1938年香港 \| 1939年香港 \| 1940年香港 \| 1941年香港 \| 1942年香港 \| 1943年香港 |
| 紀年： | 己卯年（兔年）、香港開埠98周年                                                                                             |

## 大事記

### 1月
- 1月4日，落馬洲發生槍殺案，2人死亡。[1]
- 1月17日，南華日報社長林柏生遇刺。[2]
- 本月：
  - 港府宣佈禁止經香港陸路邊界對華出口武器彈藥。[2]
  - 九龍商業總會成立。[2]

### 2月
- 2月10日，聖約翰救傷隊統計露宿戶外的難民達2萬人。[2]
- 2月21日，羅湖遭日軍轟炸，死傷30人，日本政府支付賠償2萬港元。[3]
- 2月28日，打鼓嶺一礦場有4噸巨石墜下，3死6傷。[4]
- 本月，港府與日軍談判，恢復香港與廣州間航運。[2]

### 3月
- 3月8日，凌晨落馬洲新圍村發生警匪槍戰，無人受傷。[5]
- 3月18日，日本新任駐港總領事田尻愛一郎抵港履新。[2]
- 3月26日，中華全國文藝抗敵協會香港分會成立。[2]
- 本月：
  - 港府登記英籍僑民，準備疏散。[2]
  - 時事晚報創刊。[2]

### 4月
- 4月8日，港府規定各地來港者必須交港幣20元或國幣50元，否則不准登岸。[2]
- 4月17日，新中環街市落成。[2]
- 4月21日，日軍侵華南，香港對外貿易較1938年春季減少5,000萬港元。[2]
- 本月，九巴有意營運雙層巴士。[2]

### 5月
- 5月1日，成報創刊，創辦人為何文法。[2]
- 5月17日，長洲送人艇遇劫，三名賊人假扮乘客行劫，艇家鄭大娣被擊傷，其15歲女兒欲呼救時被賊人扼斃。
- 5月21日，銅鼓灘貨船遇劫，貨主搭客九人被賊反縛雙手推下海中，致八人失蹤。
- 5月26日，當局委任瓊斯（A. Jones）為稅務局長。[2]
- 5月29日，灣仔交加街30號萬興泰米店發生命案，一家四口被殺。
- 5月30日，上海街449號永祥金鋪發生械劫案，5名賊人持槍搶劫，並與警察發生槍戰，1名婦人中流彈死亡。[6]
- 本月，廣州國華報遷港出版，督印人為劉蔭蓀。[2]

### 6月
- 6月6日，國民日報創刊，創辦人為陶百川。[2]
- 6月21日，香港學生舉行反日大示威。[2]
- 6月23日，港府頒佈《城市規劃條例》。[2]
- 本月，中英文化協會香港分會成立。[2]

### 7月
- 7月1日，旅港蘇浙滬商人協會成立，主席為杜月笙。[2]
- 7月17日，數十名持槍捍匪洗劫流浮山村。[7]
- 7月21日，香港船塢建造最大郵船「比利干沙（Breeon Shire）」號舉行下水典禮。[2]
- 7月27日，全港再次進行燈火管制演習。[2]
- 7月28日，立法局通過《1939年兵役條例》應對非常時期[8]。
- 7月30日，許地山在香港大學馮平山樓發起成立「香港新文學學會」。[2]
- 7月31日，根據《1939年兵役條例》，香港繼第一次世界大戰後再次徵兵，強制18至55歲的歐洲裔的英籍男性香港居民服兵役[9]。
- 本月，港府成立「城市設計委員會」。[2]

### 8月
- 8月5日，龍鼓灘發生貨輪與賊船發生賊鬥，1名賊人死亡，3人生捕。-[10]
- 8月10日，上環荷里活道高陞戲院對面斜坡發生交通意外，一輛貨車失事造成一死三傷。[11]
- 8月13日，南華日報及天演日報全體工人罷工。[2]
- 8月15日，香港、重慶及馬尼拉之間無線電話啟用。[2]
- 8月22日，前佛山市長沈崧在港遭暗殺。[2]
- 8月23日：
  - 日軍一度闖入港界，中港邊境形勢緊張。[2]
  - 英軍封鎖上水至沙頭角公路及鯉魚門水域。[2]
  - 一輛5號中華巴士於石塘咀金陵酒家外展斃一名小童。[12]
- 8月26日，委任教育師喬治·索理斯為戰時檢查專員。[2]
- 8月27日，
  - 赤柱監獄，兩名囚犯發生毆鬥，1人被鐵枝擊斃。
  - 九龍城浸信會成立。[2]
- 8月30日，太子道101號地下永盛棧柴店門前，老夥伴陳福被兩男子圍毆致死。
- 本月：
  - 港府設立新聞檢查處，開始檢查郵件。[2]

### 9月
- 9月1日，香港師資學院（後稱「羅富國教育學院」）正式創立，1994年與其他學院合併為香港教育學院。[2]
- 9月3日，因德國入侵波蘭令二战歐洲戰場爆發，英國兌現和波蘭同盟的承諾對德國宣戰，香港政府逮捕德國在港僑民62人，拘留於喇沙書院。[2]
- 9月4日，華民政務司那魯麟任戰時情報組專員。[2]
- 9月5日，港府頒佈《糧食價格條例》。[2]
- 9月8日：
  - 當局頒布《統制外匯條例》，同時封閉德國商行。[2]
  - 政府設立價格管制委員會。[2]
  - 柴灣道日興建築公司發生謀殺案。[13]
- 9月17日，中國文化協進會成立。[2]
- 9月28日，
  - 中環中國街（今萬宜里[14])發生兇殺案。[15]
  - 委任珀維斯（B. Purves）為工務處長。[2]
- 9月29日，委任卡麗為市政局主席。[2]
- 本月，街坊自衛團組織法已獲批准。[2]

### 10月
- 10月25日，砵甸乍街37號發生火警，全幢被焚。[16]
- 10月25日，勒馬洲寮博村八名蒙面賊持械行劫。[17]
- 本月，先施、永安百貨兩大公司違反平衡物價條例遭罰款。[2]

### 11月
- 11月21日，港大校長史樂詩出任檢查專員。[2]

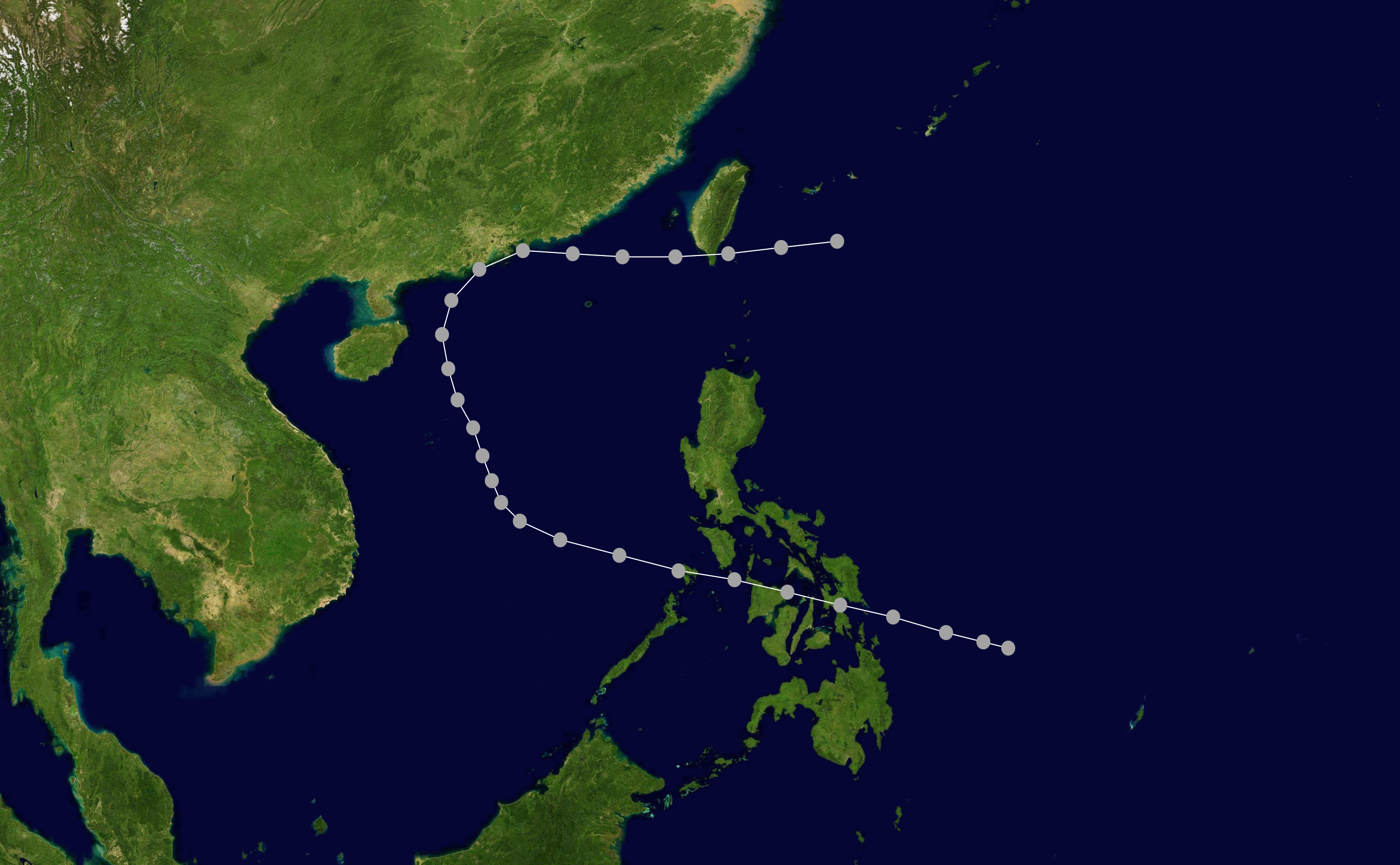
導政天文台罕有地於11月懸掛九號熱帶旋警告信號的熱帶風暴路徑

- 11月23日，一個熱帶風暴由西南向東北橫過本港，香港天文台兩度懸掛九號烈風或暴風風力增強信號，成為1917年創立此信號後的一年內最遲發出之紀錄，風暴造成2死[18]1傷[19]。
- 11月26日，國民黨軍事將領楊虎城抵港訪問，各界歡迎人士達2,000餘人。[2]
- 本月：
  - 糧食管制專員權限擴大，加強平衡物價。[2]
  - 據銀行統計，香港億元資產擁有者3人、千萬者30人、百萬者有500人。[2]

### 12月
- 12月1日，華民政務司那魯麟兼任勞工處長。[2]

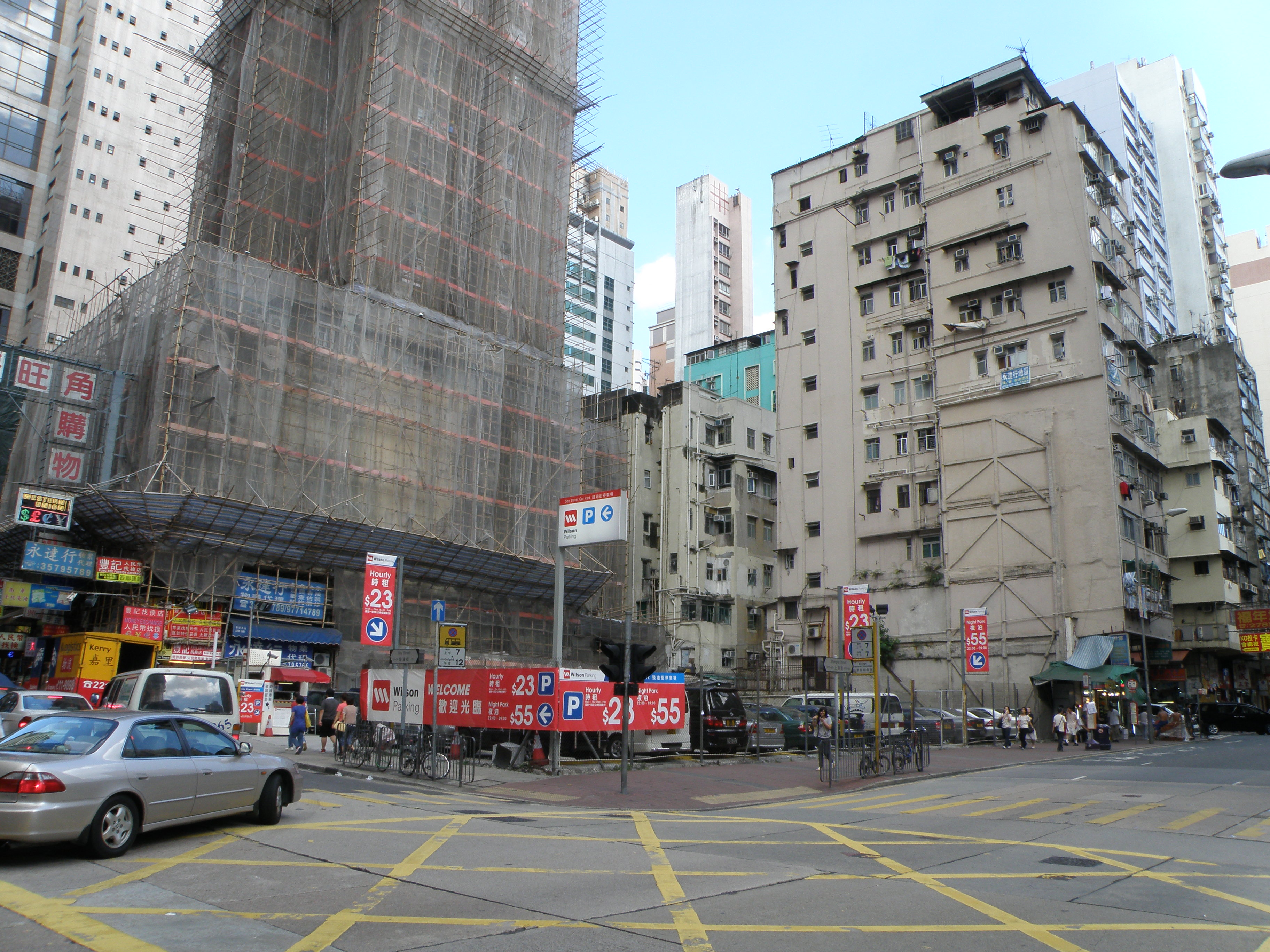
大火位置（木樓已拆卸，現為公眾露天停車場）

- 12月3日，旺角發生香港21年來最慘烈火災，焚燬上海街478、480及482號3幢樓宇，釀成53死26傷[20]。傍晚8時半，上海街480號2樓一間棉花工場內，因工人抽煙，誤將煙頭丟在滿佈棉花的垃圾堆中，及見着火時已迅速蔓延，工人遂將着火棉花擲出樓外，反而燒着樓外布帳並繼續蔓延。消防隊聞訊即赴火場搶救，因火勢太猛，且是木樓，灌救相當困難，惟消防員仍奮不顧身撲救，一名英籍隊目聯同兩名華人隊員冒着大火，由高梯跳入騎樓，救出兩人，過程驚險，受到圍觀市民鼓掌表揚。大火由480號立即向兩旁蔓延，以致480號燒通頂，482號大部份焚燬，478號樓亦告焚燬。居民大多走避不及，有幾戶人全數遇難，經過兩日挖掘，共發現51具完整殘缺不一的屍體，移送九龍公眾殮房，另28人送院搶救，惟2名傷者及後傷重不治。
- 本月，國民政府要求在港組裝美國公司提供的4架商用運輸機，遭港府拒絕。[2]

### 本年
- 政府財政收入為4,148萬港元，支出3,795萬。[21]

## 出生人物
- 1月2日，夏佳理，行政會議召集人，前香港立法會議員及前香港交易所主席。
- 2月28日，崔琦，美籍華人物理學家，1998年榮獲諾貝爾物理學獎。
- 3月3日，呂奇，香港導演及演員。
- 3月8日，劉詩昆，中國鋼琴家，現居香港。
- 3月13日，李國寶，李佩材家族成員，東亞銀行主席，曾任行政會議成員，前香港立法會金融界別議員。
- 3月23日，何鍾泰，前香港立法會議員（1996-2012年）、第十屆及第十一屆人大香港區代表。
- 4月10日，劉洵，香港演員。
- 4月23日，梁智鴻，外科醫生，2015年時任香港大學校務委員會主席，曾經出任香港行政會議成員、香港立法局議員和醫院管理局主席。
- 4月24日，梁愛詩，香港親建制派政黨民建聯的創黨成員。前任香港特別行政區政府律政司司長及香港行政會議成員。2015年時任全國人民代表大會常務委員會香港特別行政區基本法委員會副主任委員。
- 5月19日，關南施，香港出生中英混血兒演員。
- 7月5日，楊寶坤，前輔警總警司、中學校長及立法局委任議員。
- 7月31日，湯漢，天主教香港教區正權主教。
- 8月21日，陳麗雲，亞洲電視藝員。
- 9月10日，江漢，香港甘草演員。
- 11月4日，黃震遐，腦神經科專科醫生，香港民主黨創黨成員，曾任南區區議員，1991年至1997年香港立法局議員。
- 11月16日，凌波，香港著名電影演員。
- 11月20日，吳清輝，前香港浸會大學校長及前任香港立法會議員（1998－2004年）。
- 12月17日：
  - 吳耀漢，香港資深演員。
  - 孫觀琳，香港兒童文學作家，亦為香港兒童文藝協會會員及前會長。
- 本年：
  - 鄭明明，香港企業家。
  - 方曼生，香港律師。
  - 方鏗，香港紡織業企業家，香港立法會議員方剛之兄。
  - 彭錦俊，俊和集團主席兼創辦人。
  - 楊孫西，香港商人，香江國際集團創辦人。
  - 關迺忠，香港作曲家、指揮家。
  - 張君默，香港作家。
  - 馬月霞，香港教育工作者，曾任黃竹坑區議員兼南區區議會主席及黃竹坑天主教小學校長。
  - 馬力 (區議員)，民建聯少數族裔小組成員，前油尖旺區議會委任議員。

## 逝世人物
- 12月，霍芝庭，香港著名教育家。[2]

## 資料來源
1. ↑  工商晚報, 1939-01-08 第4頁
2. 1 2 3 4 5 6 7 8 9 10 11 12 13 14 15 16 17 18 19 20 21 22 23 24 25 26 27 28 29 30 31 32 33 34 35 36 37 38 39 40 41 42 43 44 45 46 47 48 49 50 51  湯開建 蕭國健 陳佳榮. . 麒麟書業有限公司. 1998年: 頁500. ISBN 9622321232.（繁體中文）
3. ↑  . 華字日報第弍張第叁頁. 1939年2月23日.（繁體中文）
4. ↑  . 工商日報第三張第一版. 1939年3月1日.（繁體中文）
5. ↑  工商晚報, 1939-03-08 第4頁
6. ↑  香港工商日報, 1939-08-03 第10頁
7. ↑  工商晚報, 1939-07-18 第4頁
8. ↑   (PDF). www.legco.gov.hk.   [2024-02-14]. （原始内容存档 (PDF)于2016-04-05）.
9. ↑  . 工商晚報 (p.4). 1939-08-22  [2024-02-19].
10. ↑  香港工商日報, 1939-08-06 第9頁
11. ↑  工商晚報, 1939-08-11 第4頁
12. ↑  工商晚報, 1939-08-24 第4頁
13. ↑  香港華字日報, 1939-09-10 第7頁
14. ↑  華僑日報, 1971-07-24 第5頁
15. ↑  香港工商日報, 1939-11-29 第6頁
16. ↑  大公報, 1939-10-24 第6頁
17. ↑  香港工商日報, 1939-10-26 第5頁
18. ↑  . 大公報第六版. 1939年11月24日.（繁體中文）
19. ↑  . 工商日報第二張第二版. 1939年11月24日.（繁體中文）
20. ↑  . 華字日報第弍張第叁頁. 1939年12月7日.（繁體中文）
21. ↑  湯開建 蕭國健 陳佳榮. . 麒麟書業有限公司. 1998年: 頁501. ISBN 9622321232.（繁體中文）